# Джек-Джек Парр
Джон Джексон (англ. John Jackson) или же Джек-Джек (англ. Jack-Jack Parr) - вымышленный персонаж мультфильма. Младший сын Боба и Хелен Парр. Младший брат Фиалки и Шастика Парр. Один из героев мультфильма «Суперсемейка» и его сиквела. Главный герой  короткометражного мультфильма "Джек-Джек атакует"
Сначала у Джек-Джека суперспособности не проявлялись, и его родители считали, что хотя бы он будет обычным нормальным человеком, однако в конце первого фильма у Джек-Джека начали проявляться самые разнообразные способности, число которых увеличилось в короткометражном фильме "Джек-Джек атакует" и сиквеле 2018 г.  Джек-Джек обладает к разнообразным способностям. Такие как: пирокинез, форма монстра, левитация, невидимость, лазер из глаз, клонирование, электрокинез, изменение формы, телепортация, лазанье по стенам, сильная физическая сила, телекинез, сверхчеловеческая скорость и многое другое.
В фильме "Джек-Джек атакует" когда Кари оставляет сообщение Эластике/Хелен Парр, Джек-Джек взлетает на потолок и проливает молоко на Кари. Пока на заднем плане играет Маленькая ночная серенада, Кари кладёт малыша в детский манеж и закрывает его кучей вещей, чтобы тот не сбежал, и опять пытается позвонить миссис Парр. Однако Джек-Джек быстро сбегает из манежа, прогрызя прутья, и оказывается на высокой книжной полке. Потом он падает, Кари пытается поймать его, но тот проходит сквозь пол. Спустившись в прачечную, чтобы найти его, Кари видит, как Джек-Джек проходит по сторонам от неё сквозь стены, паря по воздуху. Через пару попыток Кари ловит шалуна. Связав малыша со штангой, Кари, желая его занять, предлагает посмотреть с ним карточки. Это продолжается, пока она не показывает Джек-Джеку карточку с огоньком, после чего младенец становится огненным. Ужасаясь, Кари подбирает сорванца щипцами для камина, затем тащит и суёт в ванную.